# Mario is Missing!
Mario is Missing! és un videojoc educatiu basat en geografia de PC, Macintosh, Super NES i NES. Va ser desenvolupat per The Software Toolworks i llançat en 1993 per a MS-DOS (el 1994 va sortir per a Macintosh) i SNES (juny a Amèrica del Nord). El 1993 (juliol a Amèrica del Nord), la versió de NES va ser feta i desenvolupada per Radical Entertainment. Les dues primeres versions van ser publicades per Mindscape, i la versió de NES va ser publicada per Nintendo. Compta amb sprites molt similars als de Super Mario World (SNES) i Super Mario Bros. 3 (NES).
Mario is Missing! va ser llançat en format de disquet de MS-DOS el 1993, amb la CD-ROM Deluxe i versions de consoles publicades l'any següent, i el següent per a Macintosh. Una seqüela anomenada Mario's Time Machine va sortir poc després.
Mario is Missing! és el primer joc de Mario per oferir només Luigi com a personatge protagonista, el que no va ocórrer de nou fins a Luigi's Mansion (GameCube, 2002). La versió de PC és coneguda pel seu sprite de Luigi, que es diferencia per tots els altres.

## Argument
Bowser decideix inundar La Terra fent servir assecadors de Hafta Havit per comanda per correu per fondre l'Antàrtida. Per a la compra dels assecadors, Bowser té els seus Koopa Troopas viatjar per tot el món i robar diverses fites importants que planeja vendre.
Mario, Luigi i Yoshi segueixen en Bowser a l'Antàrtida per detenir-ho, però quan Mario va davant és capturat per Bowser. En la versió de PC es revela que en Luigi és massa poruc d'anar dins del castell, pel que Mario entra sola. Malgrat les advertències de Luigi en contra de prendre dolços d'estranys, Mario menja un caramel que se li ofereix per Bowser (disfressat de majordom), i després el captura en una xarxa. En la versió de SNES, un clot s'obre sota els seus peus quan el grup arriba al castell, mentre que en la versió de NES, un Koopa llança una bossa per sobre d'ell mentre camina per la neu i el gel.
Amb Mario capturat, la tasca de retornar tots els objectes robats i la salvació tant del seu germà i de la Terra cau a Luigi, que entra amb valentia el castell, deixant en Yoshi a l'exterior.

## Jugabilitat

En Luigi parlant amb en Larry Koopa al Castell de Bowser a la versió PC de Mario is Missing!.

A cada nivell, en Luigi ha de recuperar diversos artefactes que van ser robats per diversos Koopa Troopa a la ciutat i ells tornen als seus llocs legítims. Luigi ha de trobar-los per derrotar-los i recuperar els artefactes, que després porta els punts de referència que van ser robats. Ell ha de respondre a les preguntes de trivialitats sobre els punts de referència abans que els comissaris prenguin les mercaderies de tornada. En la versió de SNES, tots els punts d'informació estan a càrrec de les dones s'assemblen a la Princesa Daisy (completar amb la corona), encara que es tracta d'un aspecte sense confirmar.
La versió per a PC afegeix un videotelèfon a la jugabilitat, i Luigi ha de trucar al número d'ajut proporcionat als punts de referència per estar en contacte amb els seus amics, respondre a les preguntes, retornar l'artefacte, i rebre una recompensa monetària. L'alcalde de la ciutat també telefona a Luigi quan ell arriba, demanant la seva ajuda en la detenció dels Koopas; Més tard, quan els telèfons Luigi assegura la ciutat, donant-li les gràcies i desitjant-li sort en la recerca de Mario. El mateix lampista vermell fins i tot se les arregla per trucar a en Luigi, donant-li consells en el seu viatge, així com actualitzacions sobre la seva captura i la lluita dels Koopas per mantenir-se a la seva parcel·la com estava previst. La versió de DOS també té una funció de taxi, en el qual Luigi recull petites mostres de taxi per la ciutat i després els canvia pels passejos a través de la ciutat. La versió de SNES en el seu lloc utilitza més tubs per facilitar el viatge ràpid.
A més de la devolució dels artefactes, Luigi també de deduir el que la ciutat està en perquè pugui utilitzar el Globulator (el mapamundi del joc) i trucar a Yoshi en la seva ajuda per al doble de la velocitat en caminar i córrer. Sense en Yoshi, Luigi no pot acabar el nivell, ja que el tub de sortida està ocupada per un gran Pokey. Yoshi pot engolir el Pokey en la versió PC, mentre que el Pokey s'espanta per la presència d'en Yoshi en la versió de SNES.
Un cop Luigi ha assegurat totes les ciutats les portes es troben en un pis del castell, Luigi ha d'utilitzar una Flor de Foc recollida a les ciutats per derrotar usant la seva única debilitat, el Foc. Les versions de videoconsola retiren la Flor de Foc a favor d'un petit cap de batalla. No obstant això, els patrons no poden ferir a Luigi, i han de ser trepitjat en un cert nombre de vegades per a ser derrotats en les versions de SNES i NES. Les versions de consola també es diferencien en el fet que els Koopa Troopas no són derrotats quan són colpejats voltant i obligats a abandonar de manera indigna, sinó més aviat un pedal d'efectes de so amb ells destrueixen el moment de l'impacte (incloent la closca).
Després de tornar els artefactes a les ubicacions, Luigi pren fotografies dels llocs que visita, que es poden veure en qualsevol moment més endavant en el joc.
El joc té un nivell de dificultat que van des del nivell preescolar fins al final fins a l'"adult" (és a dir, la universitat).

## Personatges
- Luigi
- Mario
- Yoshi
- Bowser
- Koopa Troopa
- Pokey (PC i SNES)
- Larry Koopa (PC)
- Roy Koopa (PC i SNES)
- Wendy Koopa (PC)
- Iggy Koopa (PC i SNES)
- Ludwig von Koopa (PC i SNES)
- Princesa Peach (CD-ROM Deluxe)
- Toad (CD-ROM Deluxe)
- Donkey Kong (CD-ROM Deluxe)
- Monty Mole (CD-ROM Deluxe)
- Dino Rhino (CD-ROM Deluxe)

## Ciutats que hi apareixen
Les ciutats estan comunicades per tubs que es troben en el Castell d'en Bowser, en les seves respectives plantes i portes (versió PC).

### Versió PC
- Roma, Itàlia (Europa)
- Nairobi, Kenya (Àfrica)
- Pequín, Xina (Àsia)
- Moscou, Rússia (Europa)
- San Francisco, EUA (Amèrica del Nord)
- Atenes, Grècia (Europa)
- Madrid, Espanya (Europa)
- Marrakech, Marroc (Àfrica)
- Ciutat de Mèxic, Mèxic (Amèrica del Nord)
- París, França (Europa)
- Berlín, Alemanya (Europa)
- Buenos Aires, Argentina (Amèrica del Sud)
- Dublín, Irlanda (Europa)
- Kathmandu, Nepal (Àsia)
- Sydney, Austràlia (Oceania)
- Amsterdam, Països Baixos (Europa)
- Bombay, Índia (Àsia)
- El Caire, Egipte (Àfrica)
- Tòquio, Japó (Àsia)
- Toronto, Canada (Amèrica del Nord)
- Istanbul, Turquia (Europa)
- Jerusalem, Israel (Àsia)
- Londres, Regne Unit (Europa)
- Nova York, EUA (Amèrica del Nord)
- Rio de Janeiro, Brasil (Amèrica del Sud)

### Versió SNES
- San Francisco, Califòrnia, EUA (Amèrica del Nord)
- Moscou, Rússia (Europa)
- Nairobi, Kenya (Àfrica)
- Pequín, Xina (Àsia)
- Roma, Itàlia (Europa)
- París, França (Europa)
- Ciutat de Mèxic, Mèxic (Amèrica del Nord)
- Sydney, Austràlia (Oceania)
- Buenos Aires, Argentina (Amèrica del Sud)
- Atenes, Grècia (Europa)
- Londres, Regne Unit (Europa)
- El Caire, Egipte (Àfrica)
- Tòquio, Japó (Àsia)
- Rio de Janeiro, Brasil (South America)
- Nova York, EUA (Amèrica del Nord)

### Versió NES
- Nova York, EUA (Amèrica del Nord)
- Roma, Itàlia (Europa)
- Sydney, Austràlia (Oceania)
- San Francisco, Califòrnia, EUA (Amèrica del Nord)
- Tòquio, Japó (Àsia)
- París, França (Europa)
- Montreal, Canadà (Amèrica del Nord)
- Moscou, Rússia (Europa)
- Londres, Regne Unit (Europa)
- Buenos Aires, Argentina (Amèrica del Sud)
- Ciutat de Mèxic, Mèxic (Amèrica del Nord)
- El Caire, Egipte (Àfrica)
- Nairobi, Kenya (Àfrica)
- Pequín, Xina (Àsia)

## Recepció

### Vendes
En un comunicat de premsa d'agost de 1993, The Software Toolworks va al·legar que les vendes de les versions de consola de Mario is Missing! van superar $ 7.000.000 per al trimestre fiscal i que el joc va ser un factor en el foment de les empreses dels ingressos.

### CD-ROM Deluxe
El 1993 va sortir una versió per a PC coneguda com a CD-ROM Deluxe. Incloïa veu plena que actua per anar juntament amb el diàleg, encara que no tot el text en el joc igualat l'àudio exactament. Les veus dels actors són conegudes (Kathy Fitzgerald, Rob Wallace, Bob Sorenson, Nicholas Glaeser, David Gill), però el joc no especifica quin d'ells subministra quines veus. També hi ha alguns canvis gràfics, com ara les pantalles de càrrega estan en negre i les icones de la Princesa Toadstool, Toad i Donkey Kong es reemplacen per una trucada telefònica (encara que l'antic diàleg no s'ha modificat a la pantalla). Els visionats de cada lloc històric, en particular, van ser recreats i es mostren en la coloració cridanera originalment. La versió Deluxe CD-ROM substitueix la majoria d'aquests quadres amb fotografies realistes i fins i tot d'acció en viu de vídeo clips per representar els punts de referència, amb algunes excepcions heretades de la versió en disquets.

### Llegat
En la versió PC del videojoc Mario is Missing!, es poden observar sprites que no corresponen exactament als personatges del joc, com són Mario, Luigi, Yoshi i Bowser. Això va comportar que es creessin molts fenòmens d'Internet arreu aquesta diferència, sobretot el més important el Weegee (Luigi). Ell sembla tenir la capacitat de convertir la gent en ell amb només mirar-lo i la capacitat dels làsers de tir amb els seus ulls. Un germà, Malleo (Mario) va ser creat per ell, així com versions d'altres molts personatges, com Yushee (Yoshi), Walleo (Wario) o Wallegee (Waluigi), aquests dos últims no presents en el joc. Protagonitzen molts vídeos virals a YouTube.